# 小行星2038
小行星2038（2038 Bistro）是一颗绕太阳运转的小行星，为主小行星带小行星。该小行星于1973年11月24日发现。
該小行星以餐酒館命名。

## 轨道参数
小行星2038的轨道半长轴为2.4353100 UA，离心率为0.090。